# Pterolophia obliquestriata
Pterolophia obliquestriata là một loài bọ cánh cứng trong họ Cerambycidae.